# Autographa caladii
Autographa caladii là một loài bướm đêm trong họ Noctuidae.